# Мейнстримні медіа
Мейнстрим (англ. mainstream — головна течія) — це сучасна думка, яка широко поширена. Мейнстрім — головна течія. Вона включає всю популярну культуру та медіа культуру, яка зазвичай поширюється засобами масової інформації. Вона повинна відрізнятись від субкультур і контркультур. І може вживатися для контрасту з андерграундом, немасовістю чи альтернативними напрямками. Термін «мейнстрім» — позначає переважний напрямок у певній області (науковій, культурній, медійній тощо) для певного періоду часу. Сьогодні важко визначити чітку межу між мейнстрімом і андеграундом, тому що багато видів мистецтва, які починалися, як андеґраунд, бунтарство чи епатаж, з часом ставали масовими і популярними, а саме мейнстрімом (наприклад, сучасне мистецтво, стрит-арт чи абстракціонізм зараз є мейнстрімом).
Мейнстримні медіа — це ті медіа, які використовуються для звернення, до засобів масової інформації, які впливають на суспільство та на формування однієї точки зору. Цей термін використовується для контрасту з альтернативними засобами масової інформації, які не відображають панівну думку.
«Мейнстримні медіа», зазвичай, застосовуються до друкованих видань, таких як газети та журнали, що містять найвищу читацьку аудиторію серед громадськості, а також телевізійних станцій, що містять найвищу аудиторію перегляду та слухачів. На відміну від різних незалежних засобів масової інформації, таких як альтернативні медіа-газети, спеціалізовані журнали в різних організаціях та корпораціях, а також різні електронні джерела, такі як підкасти та блоги.
На думку філософа Н. Чомскі, організаціям масової інформації з аудиторією еліт, такими як «CBS News» та «The New York Times» — це успішні корпорації з активами, необхідними для викладу інформації та встановлені правильного тону іншим, менш інформаційним організаціям, у яких бракує ресурсу для створення інформації. Тож, Чомскі каже, що мейнстрім еліт встановлює порядок денний, а менші організації лише повторюють його.
Отже, «мейнстрім» — це дещо загальноприйняте, чому слідує більшість, проте, якщо є більшість, то є і меншість, яка формує альтернативу мейнстріму (наприклад, музичний мейнстрім — це поп-культура, а опозиційний течія — це андерграунд).

## Історія
Дослідники не могли точно сказати, де з'явився цей термін, проте вони припускають, що батьківщиною цього терміна є США, адже в США видавали журнал «Masses and Mainstream», який публікувався з 1948 до 1963 року. Авторство терміна «мейнстрім» приписують відомому критику У. Ховелсу, який мав відношення до цього видання.

## Приклади мейнстріму
- Використання соціальні мережі в Інтернеті;
- Дотримання тенденціям в моді (одяг, зовнішність);
- Читання бестселерів;
- Перегляд популярних серіалів;
- Перегляд фільмів (Зоряні війни, тощо);
- Слідування політичним рухам (за більшістю);
- Використання екологічних продуктів (в одязі, їжі, інтер'єрі, автомобілях тощо);
- Ведення блогів / влогів[що?];
- Покемономанія;
- Селфі.

## Мейнстримні медіа України

### Соціальні мережі
На сьогоднішній день, в Україні, Інтернетом користуються 62 % дорослого населення.
Однією з найпопулярніших функцій серед користувачів мережі Інтернет є комунікація, яка відбувається за допомогою соціальних мереж.
Таблиця «Використання соціальних мереж в Україні станом на червень 2017 року» побудована за допомогою вебсайту StatCounter, який є інструментом для аналізу вебтрафіку.
| Facebook    | 51,96 % |
| Твіттер     | 32,05 % |
| YouTube     | 5,73 %  |
| Pinterest   | 4,07 %  |
| ВКонтакті   | 2,45 %  |
| Tumblr      | 1,46 %  |
| Instagram   | 0,56 %  |
| Reddit      | 0,54 %  |
| LinkedIn    | 0,44 %  |
| Google+     | 0,39 %  |
| StumbleUpon | 0,33 %  |
| Інші        | 0,02 %  |
| Всього      | 100 %   |

### Онлайн телебачення
Телебачення присутнє в житті майже кожного, проте перегляд телебачення перейшов з телевізора в Інтернет. Отже, сьогодні мейнстримним є перегляд телебачення онлайн. Ланет.TV надає статистику про використання онлайн телебачення.
Ланет.TV — це інноваційний сервіс для онлайн перегляду телебачення на різних пристроях в будь-якому місці з доступом до інтернету, дана платформа розроблена з урахуванням усіх сучасних канонів якості і зручності користування  та включає в себе доступ до відеоконтенту.
Найпопулярнішими каналами весни-літа 2017, за підрахунками Ланет.TV залишаються такі канали, як «1+1», «112 Україна», «ICTV», «СТБ» і «Новий канал». Рейтинги перегляду даних телеканалів змінюються, проте зміни лідируючих каналів відбуваються в тій самій п'ятірці лідерів.
Найбільші зміни рейтингів відбуваються у перегляді таких каналів, як «Новий канал» і «СТБ», адже їх рейтинги впали з 12,04 % до 9,68 % та з 11,80 % до 9,08 % відповідно.
«1+1» зберігає своє лідерство та відсоток переглядів збільшився з 14,59 % до 14,78 %.
|             | Травень | Серпень |
| 1+1         | 14,59 % | 14,78 % |
| ICTV        | 10,93 % | 10,57 % |
| Новий канал | 12,04 % | 9,68 %  |
| СТБ         | 11,80 % | 9,08 %  |
| Україна     | 5,63 %  | 5,52 %  |

## Мейнстримні медіа світу

### Соціальні мережі
Dreamgrow створив список з 15 найпопулярніших соціальних мереж світу за версією Dreamgrow.
| Соціальна мережа | Кількість користувачів за місяць, млн. |
| ---------------- | -------------------------------------- |
| Facebook         | 2 070                                  |
| YouTube          | 1 500                                  |
| Instagram        | 800                                    |
| Твіттер          | 330                                    |
| Reddit           | 250                                    |
| Pinterest        | 200                                    |
| Vine Camera      | 200                                    |
| Ask.fm           | 160                                    |
| Tumblr           | 115                                    |
| Flickr           | 112                                    |
| Google+          | 111                                    |
| LinkedIn         | 106                                    |
| ВКонтакті        | 97                                     |
| ClassMates       | 57                                     |
| Meetup           | 32,3                                   |

Соціальні мережі з кожним днем стають все популярнішими, проте на більший пік популярності виходять їхні застосунки. Dreamgrow створили список з десяти провідних соціальних додатків у всьому світі. Наразі дані застосунки перебувають у жорсткій конкуренції з основними сайтами соціальних мереж.
| Застосунок соціальної мережі | Кількість користувачів за місяць, млн. |
| ---------------------------- | -------------------------------------- |
| Facebook Messenger           | 1 300                                  |
| WhatsApp                     | 1 300                                  |
| WeChat                       | 938                                    |
| QQ Chat                      | 861                                    |
| Instagram                    | 800                                    |
| QZone                        | 652                                    |
| Viber                        | 249                                    |
| LINE                         | 218                                    |
| Snapchat                     | 200                                    |
| YY                           | 122                                    |

Застосунки соціальних мереж зростатимуть ще більше, адже вони вже стали мейнстримними в повсякденному житті людей. Dreamgrow перерахував найпопулярніші серед користувачів застосунки соціальних, але мобільний застосунок Facebook домінуватиме[уточнити] у цьому списку з понад мільярдом активних користувачів щомісяця, оскільки соціальна мережа Facebook є власником інших соціальних мереж.

### Вебоглядачі
Найпопулярнішим браузером за версією StatCounter[джерело?] є Google Chrome, яким користуються 54,76 % користувачів в усьому світі.
| Google Chrome     | 54.57 % |
| Safari            | 14.59 % |
| UC Browser        | 7.86 %  |
| Mozilla Firefox   | 6.08 %  |
| Opera             | 3.89 %  |
| Internet Explorer | 3.74 %  |

### Телебачення
Сайт WondersList опублікував список найпопулярніших телевізійних каналів у всьому світі:
1. BBC News — один з найбільш відомих каналів у всьому світі. Канал відкрився 9 листопада 1997 року о 17:30 під назвою «BBC News 24» в рамках масивного вторгнення «Бі-бі-сі» в сферу британського цифрового телебачення, склавши конкуренцію іншому каналу новин «Sky News». Новини, що транслюються в усіх країнах світу з BBC News, вважаються найвірогіднішими.
2. ESPN — спортивний канал, призначений для мережі розваг та спорту. Це американський канал, який є спільним підприємством з компанією Disney.
3. HBO — американська кабельна і супутникова телевізійна мережа. Канал є частиною корпорації Time Warner, а його аудиторія в США налічує більше 40 млн передплатників. Крім телемовлення, HBO пропонує також відео на замовлення та інші медіа-послуги. Підрозділи HBO і спільні підприємства транслюються більш ніж в 50 країнах світу.
4. CW Television Network — даний телевізійний канал транслює виключно розважальні шоу і програми, цільовою аудиторією яких є різні вікові групи, починаючи від підлітків і закінчуючи старшими поколіннями.
5. Channel V — канал повністю орієнтований на музику та новини, пов'язані з нею. Тут транслюються всі види поточної музики.
6. Star World — супутниковий 24-годинний канал, який транслює популярні шоу і новинки кінематографа в країнах Європи, Південно-Східної Азії, Америки, а також на Близькому Сході.
7. AXN — канал транслює різноманітні розважальні шоу і фільми.
8. Cartoon Network — є найбільшим в світі телеканалом для дитячої аудиторії та належить корпорації Time Warner. Цільова аудиторія каналу — діти до 10ти років.
9. MTV — музичний телеканал, який станом на серпень 2013 року був підключений  близько 85 відсотків населення Америки.
10. Star Sport -  канал трансляції спортивних програм, що належать Star TV і Fox International Channels. Телеканал доступний у Пакистані, Індії, Таїланді, Малайзії, Сінгапурі, Індонезії, у В'єтнамі та Гонконгу.

### Друковані видання
Якщо говорити про друковані видання, які відомі у всьому світі та є мейнстримними, слід згадати «Нью-Йорк Таймс», «Уолл-стріт джорнел», «Нью-Йорк Дейлі Ньюз», «Reader's Digest», «Forbes», «Ньюсвік», «People» та «Playboy». Дані видання публікуються по всьому світу як в друкованих так і в електронних варіантах. Мейнстримними дані видання є через величезну[ненейтрально] кількість читачів по всьому світу.
- «The New York Times» — є самим авторитетним виданням у всьому світі. Сьогодні, ця назва відома майже кожному. «The New York Times» була створена, як регіональне видання. Слоганом газети є фраза «All the News That's Fit to Print». Згодом, з появою інтернет сайту «Нью-Йорк таймс», слоган переробили на «All the News That's Fit to Click». Загальний тираж тижневика становить 876,638 примірників, а в неділю — 1,352,358 примірників.
- «The Wall Street Journal» — щоденна американська ділова газета про новини політики, економіки, фінансів, аналітики та культури. Загальний тираж становить 2,061,142 примірників.
- «Daily News» — щоденна газета міста Нью-Йорка в США. Перша газета, яка була надрукована в форматі таблоїд. Загальний тираж тижневика становить 512,520 примірників, а в неділю — 568,266 примірників.
- «Reader's Digest» — журнал виявився популярним через свою простоту, а саме через те, що охоплює велику кількість різноманітних тем. Цільова аудиторія — літні люди. Загальний тираж становить 5,533,037 примірників.
- «Forbes» -  діловий журнал. Публікується двічі на тиждень, містить оригінальні статті з питань фінансів, промисловості, інвестицій та маркетингу. Форбс також повідомляє про суміжні теми, такі як технологія, зв'язок, наука, політика та право. Загальний тираж становить 931,558 примірників.
- «Newsweek» — журнал, який розповідає про тижневі новини. Newsweek дає детальний аналіз, новини та думки щодо міжнародних питань, технології, бізнесу, культури і політики. Загальний тираж становить 1,528,081 примірників.
- «People» — щотижневий журнал про знаменитостей. People щорічно складає списки знаменитостей, такі як «найгарніші люди», «краще і найгірше одягаються», «найсексуальніший чоловік» і т. д. Журнал займається висвітленням життя зірок. Загальний тираж тижневика становить 3,602,006 примірників.
- «Playboy» — чоловічій журнал, який випускається щомісячно. Засновник журналу — Х'ю Хеффнер, який побудував імперію розваг для дорослих на основі видання. Загальний тираж видання складає 474,220 примірників.

## The «Big Six»
Кількість засобів масової інформації збільшується щодня. Даний зріст кількості ЗМІ, призвів до реорганізації власників ЗМІ. 1983 року 90 % американських ЗМІ контролювалися п'ятдесятьма компаніями, а сьогодні 90 % ЗМІ контролюють лише шість компаній.

### The «Big Six»
| The Big Six             | ЗМІ | Дохід станом на 2011 рік |
| ----------------------- | --- | ------------------------ |
| Comcast                 | Холдинги включають: - 26 телевізійних станцій у Сполучених Штатах; - NBCUniversal: NBC та Telemundo, Universal Pictures, Focus Features; - кабельні мережі USA Network, Bravo, CNBC, The Weather Channel, MSNBC, Syfy, NBCSN, Golf Channel, E!, Chiller, Olympic Channel, NBC Sports Regional Networks; - Хокейний клуб Philadelphia Flyers через окрему дочірню компанію. | 55.8 млрд. $             |
| The Walt Disney Company | Холдинги включають: - ABC Television Network, кабельні мережі ESPN, канали Діснея, A&E та Lifetime; - близько 30 радіостанцій, музика та відеоігри; - книговидавничі компанії; - виробничі компанії Touchstone, Marvel Entertainment, Lucasfilm, Walt Disney Pictures, Pixar Animation Studios; - стільниковий зв'язок Disney Mobile, Disney Consumer Products та Interactive Media; - тематичні парки; - партнерство з корпорацією Hearst, яка володіє додатковими телевізійними каналами, газетами, журналами та частками в декількох телекомпаніях Діснея. | 40.1 млрд. $             |
| News Corporation        | Холдинги включають: - компанія Fox Broadcasting; - кабельні мережі Fox News Channel, Fox Business Network, Fox Sports 1, Fox Sports 2, National Geographic, Nat Geo Wild, FX, FXX, FX Movie Channel та регіональні Fox Sports Networks; - друковані видання, в тому числі Wall Street Journal та New York Post; - журнали Barron's та SmartMoney; - книжковий видавник HarperCollins; - кінокомпанії «20th Century Fox», «Fox Lightlight Pictures» та «Blue Sky Studios». У липні 2013 року News Corporation була розділена на дві окремі компанії з видавничими й австралійськими медіа-активами, які надходять до News Corp, а також мовлення та ЗМІ, що надходять до 21st Century Fox. | 33.4 млрд. $             |
| TimeWarner              | Холдинги включають: Медіа CNN, CW, HBO, Cinemax, Cartoon Network/Adult Swim, HLN, NBA TV, TBS, TNT, truTV, Turner Classic Movies, Warner Bros. Pictures, Castle Rock, DC Comics, Warner Bros. Interactive Entertainment, та New Line Cinema. | 29 млрд. $               |
| Viacom                  | Холдинги включають: MTV, Nickelodeon, VH1, BET, Comedy Central, Paramount Pictures та Paramount Home Entertainment. | 14.9 млрд. $             |
| CBS Corporation         | Холдинги включають: - CBS Television Network та CW (спільне підприємство з Time Warner), кабельні мережі CBS Sports Network, Showtime, Pop; - 30 телевізійних станцій; - CBS Radio що має 130 станцій; - CBS Television Studios; - книжковий видавник Simon & Schuster. | 14.2 млрд. $             |

## Критика
Сьогодні термін «мейнстрим» вживається в широкому сенсі. Мейнстримними можуть бути течії в музиці, кіно та мистецтві, у використанні певного бренду, при читанні певної книги, перегляду фільмів тощо. Тобто мейнстримним стає те, що робить і знає більшість. «Мейнстрим» набуло негативного сенсу та відтінку, адже це стало визначенням чогось рутинного та банального[ненейтрально].
Іншим негативним боком мейнстримних медіа є сфабриковані новини, адже коли газета чи канал є мейнстримними, набагато легше написати чи розповісти певну дезінформацію, таким чином керуючи людьми. Людині, яка сприймає інформацію з мейнстримного джерела, вже не визначає комунікатора, і вона вже не ставить питання «Кому вигідно?» або «Чи об'єктивно?».
На сьогоднішній день поняття мейнстримних медіа та мейнстріму загалом є досить новим і, як наслідок, обізнаність у даній тематиці є малою через брак інформації.